# Eva Lee Kuney
Eva Lee Kuney Grover Feldman (Hollywood, 24 de abril de 1934 - Las Vegas, 24 de maio de 2015) foi uma atriz infantil americana, dançarina e desenhista. Ela apareceu em seu primeiro filme aos 18 meses de idade e atuou em vários papéis não creditados; seu mais conhecido e único crédito na tela foi Trina, de seis anos, filha adotiva dos personagens de Cary Grant e Irene Dunne em Penny Serenade (1941). Voltando à dança, trabalhou como atriz contratada para estúdios de cinema até os 18 anos de idade, quando aceitou um emprego temporário em um show em Las Vegas e continuou se apresentando lá. Mais tarde, trabalhou como desenhista do Departamento de Transportes do Condado de Clark e ofereceu seus serviços a muitos grupos de teatro da cidade. 

## Carreira
Eva Lee Kuney, conhecida como "Lee", nasceu em 24 de abril de 1934, em Hollywood, Califórnia, filha dos pais Leon e Edna Kuney. Seu pai trabalhou na indústria cinematográfica de Hollywood. Aos 18 meses, ela apareceu em seu primeiro filme, Little Papa, uma das comédias Our Gang. Ela era uma das cerca de uma dúzia de crianças pequenas usadas para preencher o cenário das cenas de Munchkin em O Mágico de Oz (1939), pois não havia o suficiente dos anões de Leo Singer para preencher o cenário.
Em 1940, após uma seca de dois anos sem papéis no cinema, sua mãe viu um aviso de elenco para o papel da menina de seis anos em Penny Serenade. Kuney foi selecionado com mais de 500 outros candidatos. Ela recebeu seu primeiro crédito na tela interpretando Trina no filme. Em 1942, ela apareceu como uma peça de comédia intitulada "Camera Angles", que apresentava muitos jovens atores e atrizes de Hollywood se apresentando em uma performance beneficente para o Anne Lehr Milk Fund.
Voltando-se para dançar, Kuney tornou-se contratante de estúdios de cinema; entre suas performances foram os filmes Holiday Inn (1942) e White Christmas (1954).
Kuney se formou na North Hollywood High School. Aos 18 anos, ela aceitou um trabalho de dança em San Francisco do coreógrafo Donn Arden, que então lhe ofereceu um show temporário em seu novo show no Desert Inn, em Las Vegas. Ela passou a dançar nos shows de Las Vegas, estrelando Dean Martin, Frank Sinatra e Patti Page. 
Depois de se aposentar, Kuney trabalhou como desenhista do Departamento de Transportes do Condado de Clark. Mais tarde, ela ofereceu seu tempo e conselhos para muitos grupos de teatro da comunidade em Las Vegas.

## Vida pessoal
Kuney se casou com seu primeiro marido, Arthur "Buddy" Grover, músico, em 1955. O casal teve um filho e filha. Em 1972, Kuney se casou novamente com Kenneth Feldman, um fonoaudiólogo que mais tarde atuou como ator e diretor de teatro comunitário em Las Vegas.
Kuney morreu em 24 de maio de 2015, em Las Vegas.

## Filmografia
| Ano  | Título                        | Função                | Notas         |
| ---- | ----------------------------- | --------------------- | ------------- |
| 1935 | Little Papa                   | Marvel                | Não creditado |
| 1938 | As irmãs                      |                       | Não creditado |
| 1938 | Cinco de um tipo              |                       | Não creditado |
| 1941 | Penny Serenade                | Trina (6 anos)        | [ 11 ]        |
| 1941 | Lydia                         | Menina cega           | Não creditado |
| 1944 | Oi linda                      | Menina                | Não creditado |
| 1945 | Uma árvore cresce no Brooklyn | Menina                | Não creditado |
| 1947 | Madeira flutuante             | Uma filha de McDougal | Não creditado |
| 1948 | Tão caro ao meu coração       | Menina do mel         | Não creditado |